# Розовоглав плодов гълъб
Розовоглавият плодов гълъб (Ptilinopus jambu) е вид птица от семейство Гълъбови (Columbidae). Видът е почти застрашен от изчезване.

## Разпространение
Видът е разпространен в Бруней, Индонезия, Малайзия, Мианмар и Тайланд.